# Доротея Букка
Доротея Букка (італ. Dorotea Bucca, 1360—1436, відома також як Доротея Бочче) — італійська лікарка.
Про неї достеменно відомо лише, що вона завідувала кафедрою медицини і філософії в Болонському університеті з 1390 року і протягом більш ніж 40 років. До неї цією ж кафедрою завідував її батько.
До XIX століття ставлення до жіночої медичної освіти в Італії, напевно, було більш ліберальним, ніж в Англії. Анна Моранді Манцоліні була професоркою анатомії в Болонському університеті 1760 року. У числі італійських жінок, чий внесок у розвиток медицини був зафіксований, також Тротула Салернська (XI століття), Абелла, Жаклін Феліце де Алманія, Алессандра Джиліані, Ребекка де Гуарна, Маргарита, Меркуріада (XIV століття), Констанс Календа, Калриче ді Дурисіо (XV століття), Марія Інкарната Констанца і Томазія ді Маттіо.
Ім'я Доротеї Букка згадано на «Поверсі спадщини» Джуді Чикаго в супроводі імені Ізабелли д'Есте.